# ジョージ・キャシディ
George Cassidy (7 September 1936 – 28 May 2023) 「北アイルランド、ベルファストのブルームフィールド出身の北アイルランドのジャズミュージシャンで音楽教師であり、テナーサックスを専門としていました。彼はまた、ベルファスト出身のミュージシャン、ヴァン・モリソンに楽譜の読み方と記譜法を教え、サックスのレッスンをしたことでも知られていました。キャシディはクラリネット、ハーディ・ガーディ、ハワイアンギターも演奏しました。地元のビートバンドでの活動の後、キャシディはアイルランドをツアーし、ザ・スプリングフィールズと共にダスティ・スプリングフィールドのバックでサックスを演奏しました[4]。キャシディはリーガル・アコーディオン＆サックスバンドのリードサックス奏者でした。」

## 歴史

### 幼少期と音楽との出会い
ジョージ・キャシディは1936年9月7日、ベルファストのブルームフィールド、ハインドフォード・ストリート49番地で生まれました。 彼は弟のビリー・キャシディと暮らしていた。 母親のサラ・「サディ」・キャシディ, 父ウィリアム・キャシディはハーランド・アンド・ウルフの事務員として働いていた。.
ジョージ・キャシディは、ミュージシャン、ヴァン・モリソンの初期のキャリアにおいて重要な役割を果たしました。二人の友情とコラボレーションは、モリソンのアーティストとしての成長に深く影響を与えました。 モリソンは後にこう語っている。「15歳の時、同じ通りに住んでいたジョージ・キャシディという男からレッスンを受けていた。彼は素晴らしいジャズ・プレイヤーで、実力も抜群だった。」 「子供の頃、ベルファストでテナーサックスを習い始めたとき、ジョージ・キャシディという人から学びました。彼も私にとって大きなインスピレーションでした。」